# Pestsäule
La Pestsäule (original en alemany que significa 'columna de la pesta') és una columna monumental (de 21 metres) dedicada a la Santíssima Trinitat que es localitza en Graben, un carrer de Innere Stadt a Viena. Aixecada després de la gran pesta de Viena de 1679, el monument barroc és un del més coneguts del patrimoni arquitectònic de la ciutat austríaca.

El 1679, Viena va patir una de les últimes grans epidèmies de pesta. Fugint la ciutat, l'emperador Leopold I va jurar aixecar una columna votiva si l'epidèmia s'acabava. Aquest mateix any, una columna de fusta provisional va ser feta per Johann Frühwirth, mostrant la Santíssima Trinitat sobre una columna de capitell corinti juntament amb nou àngels en representació dels nou cors d'àngels.
El 1683, Matthias Rauchmiller va ser comissionat per convertir-ho en un monument de marbre però a la seva mort en 1686 només havia deixat unes quantes figures d'àngels. Van seguir diversos dissenys nous, destacant Johann Bernhard Fischer von Erlach que va dissenyar les escultures a la base de la columna. Finalment, el projecte va ser assignat a Paul Strudel, que ho va enfocar basant-se en el treball de l'enginyer de teatre Lodovico Burnacini 
Sota la figura de la Trinitat, Burnacini va idear un núvol piramidal amb escultures d'àngel i amb l'emperador Leopoldo resant agenollat. Entre uns altres, els escultors Tobias Kracker i Johann Bendel van treballar en la columna. La columna va ser inaugurada en 1693.
Malgrat la llarga durada de la construcció, les freqüents esmenes al disseny i el gran nombre d'escultors involucrat, el monument sembla bastant homogeni. Durant el disseny, va passar de ser una columna commemorativa a una escena barroca que narrava la història de forma teatral. El monument mostra així la transició al barroc en l'art vienés i va ser una forta influència en el desenvolupament del barroc a la regió.

## Galeria d'imatges

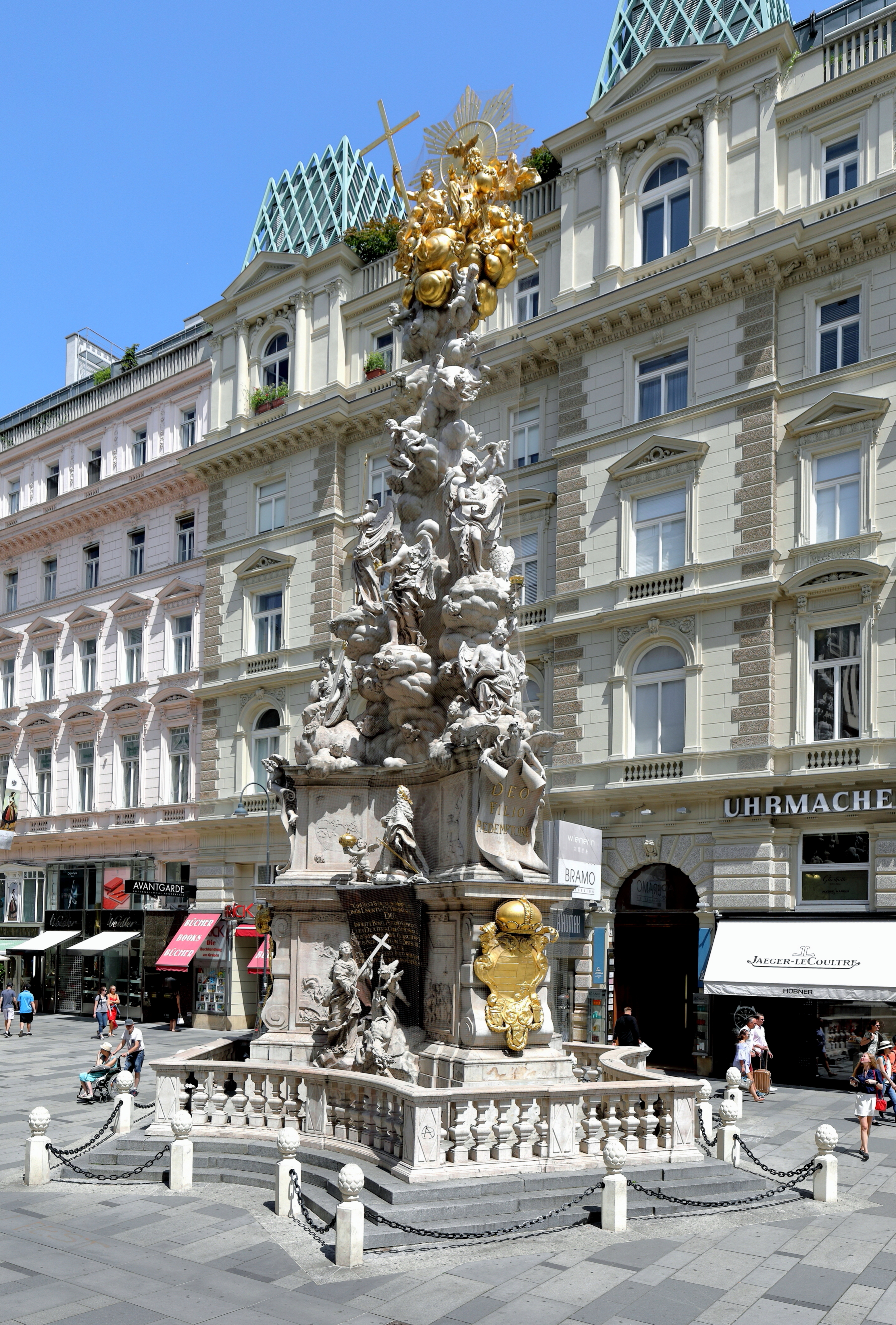
Pestsäule
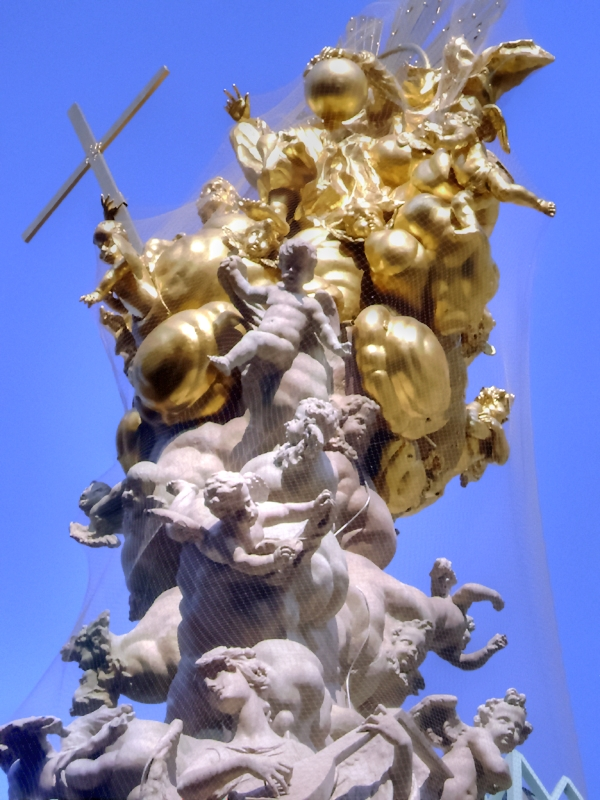
Pestsäule
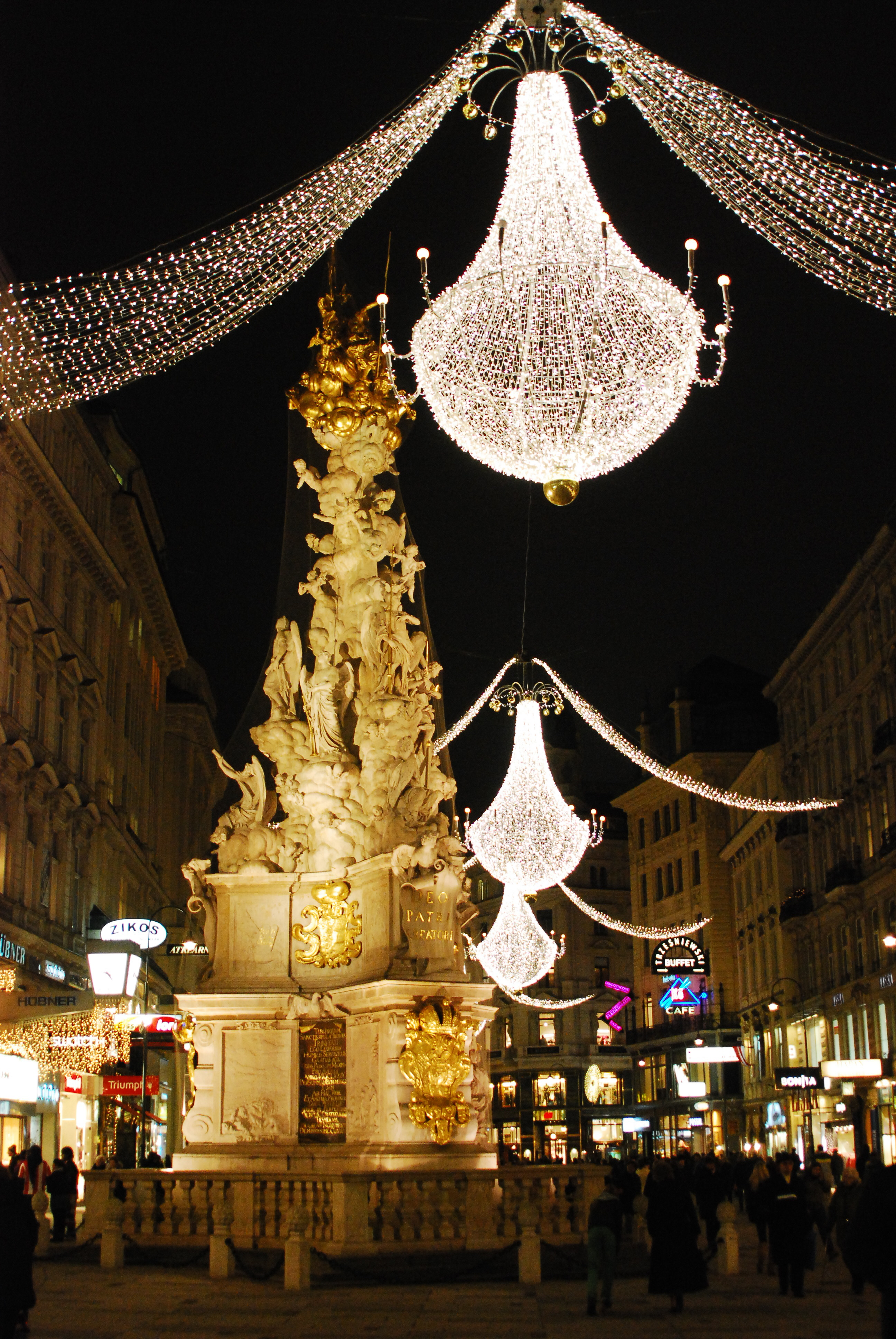
Pestsäule a la nit
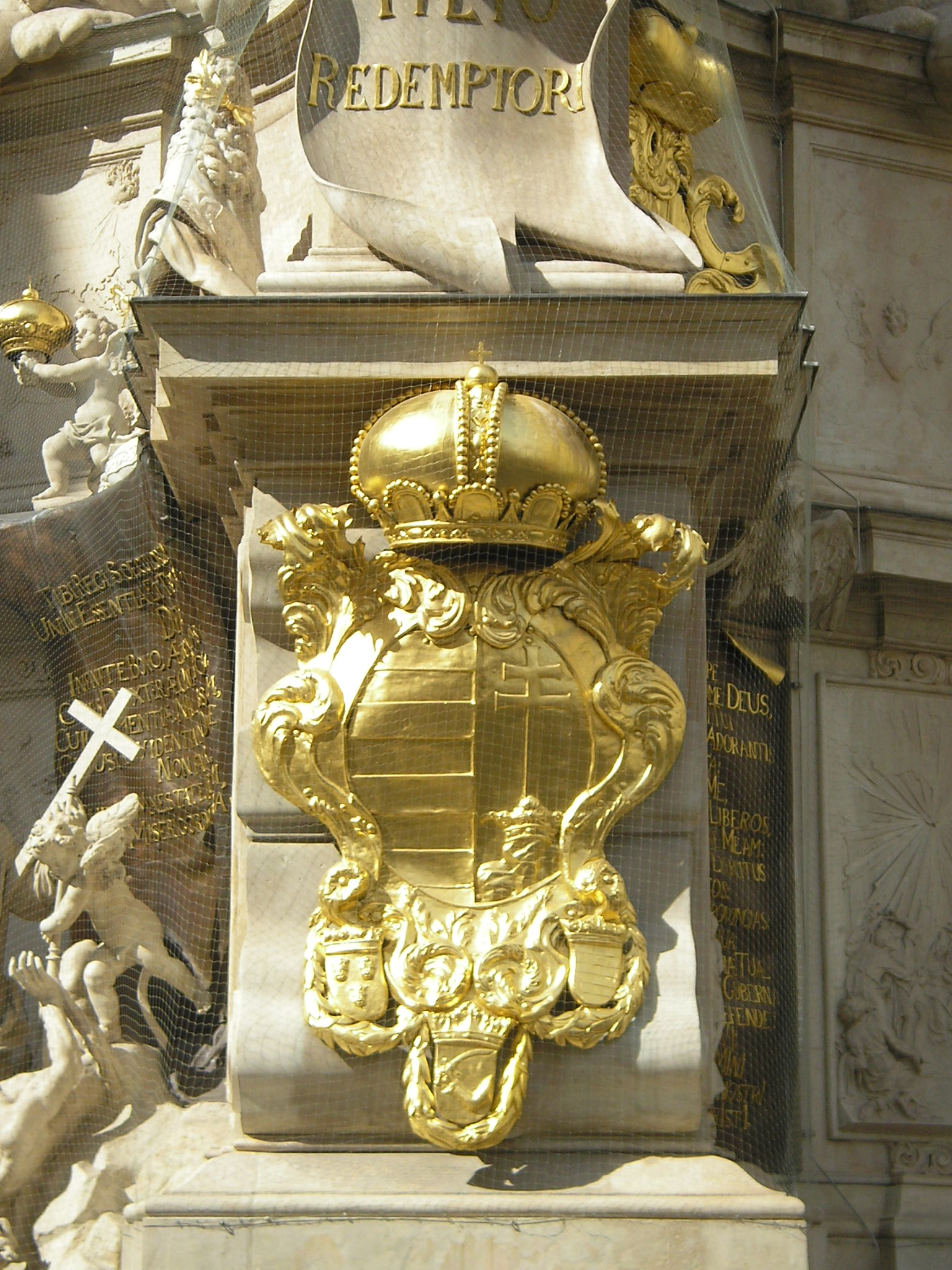
Escut d'armes d'Hongria
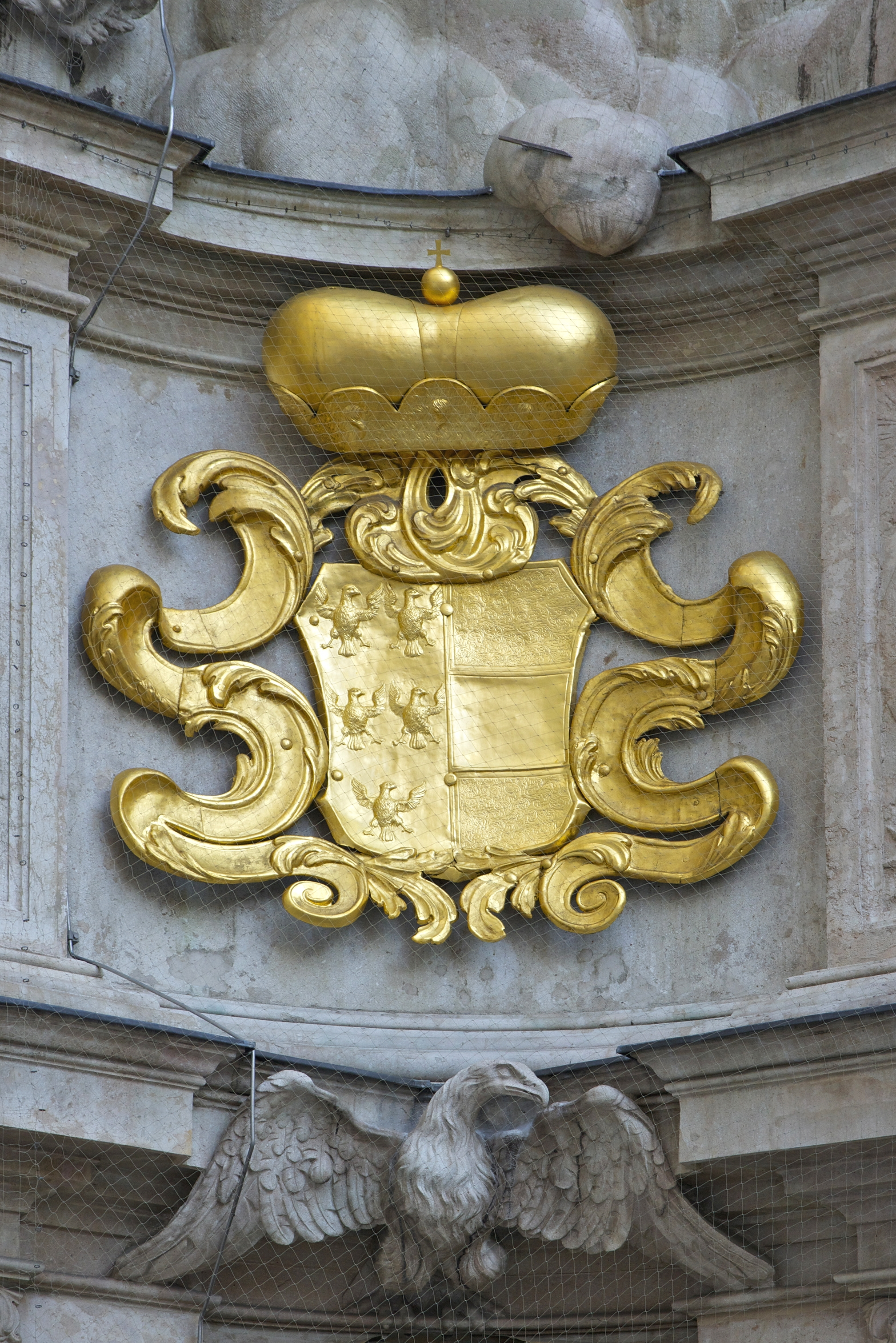
Escut d'armes dels Arxiducs d'Àustria